# Dong Faja Jen
Dong Faja Jen (tajlandski: ดงพญาเย็น, u značenju "Džungla ledenog gospodara") je gorje u središnjem Tajlandu. On je jugoistočni nastavak gorja Petčabun koji dijeli dolinu rijeke Čao Fraja u središnjem Tajlandu od visoravni Korat na jugoistoku. Gorje je dugo 230 km, a najviši vrh mu je Khao Rom s 1,351 m nadmorske visine. Najjužnije brdo gorja je Sankambeng koji se spaja s planinama Dângrêk na svom istočnom kraju. Na sjeveru gorja započinje sliv rijeke Mun, a na jugu rijeke Pračinburi.
Dong Faja Jen je prije bio poznato kao Dong Faja Fai, ili "Đungla vatrenog gospodara" jer je njezina gusta šuma bila mjesto gdje je malarija ubijala većinu putnika koji su se usudili uputiti kroz nju. No, početkom 20. stoljeća većina njezina šumskog pokrivača je uništena sustavnom sječom. Nakon toga joj je kraljević Pinkalo promijenio ime navodeći kako je "divlja šuma ukroćena".
Osim nacionalnog parka Khao Jaija, koji je zajedno s planinom upisan na UNESCO-ov popis mjesta svjetske baštine u Aziji i Oceaniji, na planinama se nalaze i druga zaštićena područja: Nacionalni parkovi Ta Fraja, Thap Lan, Pang Sida, Fra Futhačaj i Rezervat divljine Dongjai. Sveukupno, 6155 km² je zaštićeno na gorju Dong Faja Jen.
- Šumski krajolik Dong Faja Jena
- Krošnje šume
- Sankambeng u magli
- Slap u Khaojaiju

## Vanjske poveznice
- Keoladeo Službena stranica parka Keoladeo (engl.) Posjećeno 21. lipnja 2011.
- Wildlife in India | Keoladeo National Park (engl.) Posjećeno 21. lipnja 2011.